# Codex Ur-Nammu

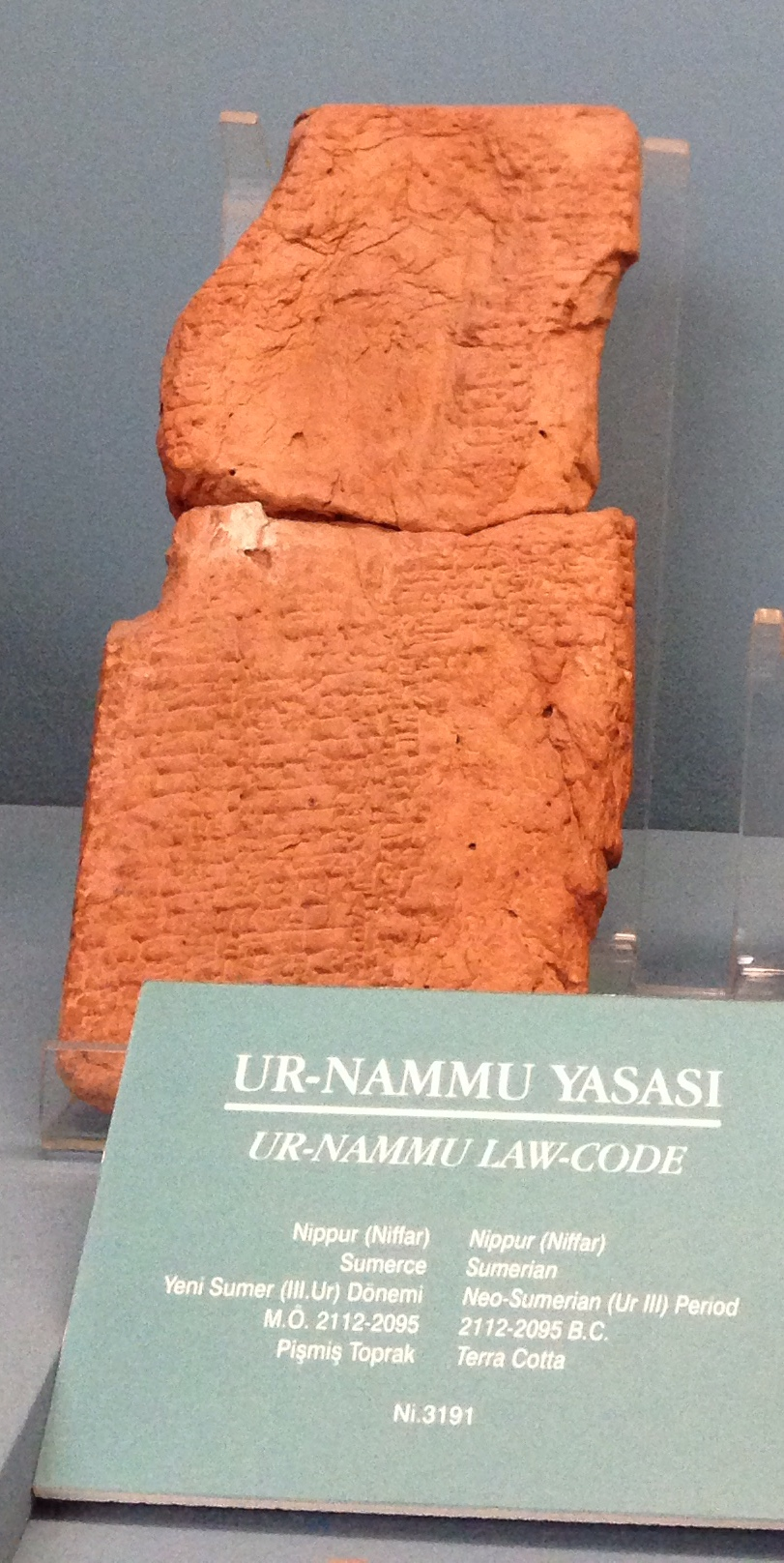
Die erste bekannte Version der Gesetze

Der Codex Ur-Nammu (für alternative Bezeichnungen siehe: Ur-Nammu) ist die älteste schriftlich überlieferte Rechtssammlung. Sie ist in sumerischer Sprache abgefasst und ca. 2100 v. Chr. im Auftrage des Königs Ur-Nammu von Ur (Mesopotamien) oder seines Sohnes Schulgi entstanden. Die Bezeichnung als Codex Ur-Nammu ist moderner Art, die Rechtssammlung stellt kein kodifiziertes Recht in diesem Sinne dar.